# Bernard Garcia
Bernard Garcia (Marsiglia, 16 aprile 1971) è un pilota motociclistico francese ritiratosi dall'attività agonistica.

## Carriera
Dopo aver iniziato a competere nel mondo del motociclismo nel 1988 con le minimoto; ha gareggiato nel campionato Europeo Velocità giungendo al nono posto nel 1991 e guadagnando una wild card per il Gran Premio motociclistico di Francia del 1992, anno in cui si classifica settimo nell'europeo.
Per quanta riguarda le competizioni del motomondiale, Garcia ha esordito ufficialmente nella stagione 1993 alternandosi alla guida di una ROC Yamaha e di una Yamaha nella classe 500. Ha continuato a gareggiare sempre nella stessa classe sino al 1999 diminuendo peraltro di anno in anno il numero di presenze nel campionato. Nel 1996, con una Honda, è pilota titolare nel  Thunderbike Trophy (categoria antesignana del campionato mondiale Supersport inserita nel contesto delle gare del motomondiale) dove si classifica al nono posto finale e sale sul podio in occasione del Gran Premio di Francia.
Tra le altre competizioni, ha disputato il campionato mondiale Supersport nel 1997 correndo otto gare alla guida di una Honda CBR 600F e due con la Ducati 748, giungendo ventiquattresimo nella classifica piloti. Prende parte, sempre con Ducati, a tre gare anche nella stagione successiva conquistando sei punti.
Si è ritirato dall'agonismo attivo nel 2001 ma ha continuato a restare nell'ambiente aprendo una scuola di pilotaggio unitamente a suo fratello Marc.

## Risultati in gara

### Motomondiale
| 1992 | Classe | Moto   |  |  |  |  |  |  |  |  |  |    |  |  |  |  |  |  | Punti | Pos. |
| ---- | ------ | ------ |  |  |  |  |  |  |  |  |  | -- |  |  |  |  |  |  | ----- | ---- |
| 1992 | 500    | Yamaha |  |  |  |  |  |  |  |  |  | NP |  |  |  |  |  |  | 0     |      |

| 1993 | Classe | Moto                |    |     |     |    |    |    |    |     |    |    |    |    |     |   |  |  | Punti | Pos. |
| ---- | ------ | ------------------- | -- | --- | --- | -- | -- | -- | -- | --- | -- | -- | -- | -- | --- | - |  |  | ----- | ---- |
| 1993 | 500    | ROC Yamaha e Yamaha | 12 | Rit | Rit | NP | 23 | 10 | 11 | Rit | 11 | 13 | 11 | 13 | Rit | 7 |  |  | 40    | 16º  |

| 1994 | Classe | Moto       |    |     |    |     |  |   |    |   |     |    |    |    |    |   |  |  | Punti | Pos. |
| ---- | ------ | ---------- | -- | --- | -- | --- |  | - | -- | - | --- | -- | -- | -- | -- | - |  |  | ----- | ---- |
| 1994 | 500    | ROC Yamaha | 11 | Rit | 11 | Rit |  | 9 | 10 | 8 | Rit | 11 | 11 | 12 | 12 | 9 |  |  | 56    | 11º  |

| 1995 | Classe | Moto       |    |    |    |     |    |    |    |     |   |    |     |    |    |  |  |  | Punti | Pos. |
| ---- | ------ | ---------- | -- | -- | -- | --- | -- | -- | -- | --- | - | -- | --- | -- | -- |  |  |  | ----- | ---- |
| 1995 | 500    | ROC Yamaha | 13 | 10 | 11 | Rit | 17 | 13 | 11 | Rit | 9 | 13 | Rit | 12 | 11 |  |  |  | 41    | 14º  |

| 1996 | Classe             | Moto  |    |    |    |   |     |   |   |     |     |     |   |    |     |    |    |  | Punti | Pos. |
| ---- | ------------------ | ----- | -- | -- | -- | - | --- | - | - | --- | --- | --- | - | -- | --- | -- | -- |  | ----- | ---- |
| 1996 | Thunderbike Trophy | Honda | NE | NE | NE | 4 | Rit | 2 | 7 | Rit | Rit | Rit | 6 | NE | Rit | NE | NE |  | 52    | 9º   |

| 1997 | Classe | Moto  |  |  |  |  |  |    |    |     |    |  |  |  |  |  |  |  | Punti | Pos. |
| ---- | ------ | ----- |  |  |  |  |  | -- | -- | --- | -- |  |  |  |  |  |  |  | ----- | ---- |
| 1997 | 500    | Honda |  |  |  |  |  | 17 | 11 | Rit | 14 |  |  |  |  |  |  |  | 7     | 26º  |

| 1998 | Classe | Moto  |  |  |  |  |  |  |    |    |    |  |     |  |  |  |  |  | Punti | Pos. |
| ---- | ------ | ----- |  |  |  |  |  |  | -- | -- | -- |  | --- |  |  |  |  |  | ----- | ---- |
| 1998 | 500    | Honda |  |  |  |  |  |  | 15 | 11 | 12 |  | Rit |  |  |  |  |  | 10    | 24º  |

| 1999 | Classe | Moto      |  |  |  |  |  |  |  |  |  |  |     |    |  |  |  |  | Punti | Pos. |
| ---- | ------ | --------- |  |  |  |  |  |  |  |  |  |  | --- | -- |  |  |  |  | ----- | ---- |
| 1999 | 500    | Muz Weber |  |  |  |  |  |  |  |  |  |  | Rit | NQ |  |  |  |  | 0     |      |

| Legenda | 1º posto        | 2º posto            | 3º posto            | A punti      | Senza punti        | Grassetto – Pole position Corsivo – Giro più veloce |
| Legenda | Gara non valida | Non qual./Non part. | Ritirato/Non class. | Squalificato | '-' Dato non disp. | Grassetto – Pole position Corsivo – Giro più veloce |

### Campionato mondiale Supersport
| 1997 | Moto           |     |    |  |    |     |     |     |    |    |    |     | Punti | Pos. |
| ---- | -------------- | --- | -- |  | -- | --- | --- | --- | -- | -- | -- | --- | ----- | ---- |
| 1997 | Honda e Ducati | Rit | 10 |  | 17 | Rit | Rit | Rit | 12 | NP | 13 | Rit | 13    | 24º  |

| 1998 | Moto   |    |     |     |  |  |  |  |  |  |  |  | Punti | Pos. |
| ---- | ------ | -- | --- | --- |  |  |  |  |  |  |  |  | ----- | ---- |
| 1998 | Ducati | 10 | Rit | Rit |  |  |  |  |  |  |  |  | 6     | 38º  |

| Legenda | 1º posto        | 2º posto            | 3º posto           | A punti      | Senza punti        | Grassetto – Pole position Corsivo – Giro più veloce |
| Legenda | Gara non valida | Non qual./Non part. | Ritirato/Non class | Squalificato | '-' Dato non disp. | Grassetto – Pole position Corsivo – Giro più veloce |